# 法蘭尼根鎮區 (伊利諾伊州漢密爾頓縣)
法蘭尼根鎮區（英語：Flannigan Township）是位於美國伊利諾伊州漢密爾頓縣的一個行政鎮區。

## 地方資料
根據2010年美國人口普查的數據，法蘭尼根鎮區的面積為47.70平方千米，當中陸地面積為47.60平方千米，而水域面積為0.10平方千米。當地共有人口293人，而人口密度為每平方千米6.14人。